# 大口蓋神経
大口蓋神経（だいこうがいしんけい）は翼口蓋神経節の枝の一つ。一般感覚と副交感神経繊維の両方を持つ。大口蓋管を下り、大口蓋孔より硬口蓋に現れ、硬口蓋にある溝を通り、切歯近くまで向かう。
硬口蓋部の歯肉、粘膜、唾液腺を支配し、鼻口蓋神経の末端とつながる。
翼口蓋管にいる間に、下後鼻枝が分かれる。口蓋骨の穴を通って鼻腔に入り、下鼻甲介、中鼻道、下鼻道に枝分かれをする。管から出たところで、口蓋枝が軟口蓋表面に分散する。